# Gábor Borsos
Gábor Borsos (* 30. Juni 1991 in Székesfehérvár) ist ein ungarischer Tennisspieler.

## Karriere
Gábor Borsos ist hauptsächlich auf Turnieren der ITF Future Tour und ATP Challenger Tour unterwegs. Auf der Future Tour konnte er bislang 14 Erfolge im Doppel feiern.
2017 gab Borsos sein Debüt auf der ATP World Tour. Zusammen mit seinem Landsmann Attila Balázs erhielt er eine Wildcard für das Doppelfeld in Budapest. In der ersten Runde konnten sie das argentinische Duo Andrés Molteni und Diego Schwartzman mit 6:3, 6:2 überraschend klar besiegen, bevor sie in der zweiten Runde den späteren Turniersiegern Brian Baker und Nikola Mektić in zwei Sätzen unterlagen. Mit dem 192. Rang schaffte er im Juli 2017 den Sprung unter die Top-200 der Doppelweltrangliste.
2015 gab Borsos sein Debüt für die ungarische Davis-Cup-Mannschaft. Er hat im Einzel eine Bilanz von 1:3 vorzuweisen.